# Compressed Row Storage
Compressed Row Storage (CRS) oder Compressed Sparse Row (CSR) ist ein häufig genutztes Verfahren zum Speichern dünnbesetzter Matrizen. In der numerischen Mathematik bezeichnet man damit eine Matrix, bei der so viele Einträge aus Nullen bestehen, dass es sich lohnt, dies auszunutzen.
Beim CRS-Verfahren werden nur die von Null verschiedenen Einträge einer {\displaystyle (m\times n)}-Matrix {\displaystyle A} gespeichert: In Form eines Arrays {\displaystyle val}, also an aufeinanderfolgenden Stellen im Speicher. Die für die Abbildung zwischen Positionen in der Matrix und dem Array {\displaystyle val} benötigten Informationen werden in zwei weiteren Arrays {\displaystyle rowPtr} und {\displaystyle colInd} gespeichert. In {\displaystyle colInd} ist zu jedem Eintrag aus {\displaystyle val} der Index seiner Spalte gespeichert. Er umfasst daher gleich viele Elemente wie {\displaystyle val}. Die Werte in {\displaystyle rowPtr} legen fest, welche Werte von {\displaystyle val} zu welcher Zeile gehören.
Der formale Zusammenhang zwischen der Matrix {\displaystyle A} und ihrer Darstellung unter Verwendung von CRS lautet:
{\displaystyle A_{i,j}=val[k]\iff (colInd[k]=j)\land (rowPtr[i]\leq k<rowPtr[i+1]).}
Beispiel:

(Die blauen Zahlen geben die Zeilen und die grünen die Spalten der Matrix {\displaystyle A} an. Die Indizes beginnen wie in vielen Computersprachen üblich mit 0.)
{\displaystyle A={\begin{pmatrix}{\underset {({\color {Blue}0},{\color {Green}0})}{10}}&0&0&{\underset {({\color {Blue}0},{\color {Green}3})}{12}}&0\\0&0&{\underset {({\color {Blue}1},{\color {Green}2})}{11}}&0&{\underset {({\color {Blue}1},{\color {Green}4})}{13}}\\0&{\underset {({\color {Blue}2},{\color {Green}1})}{16}}&0&0&0\\0&0&{\underset {({\color {Blue}3},{\color {Green}2})}{11}}&0&{\underset {({\color {Blue}3},{\color {Green}4})}{13}}\\\end{pmatrix}}}
In diesem Beispiel sind in den drei Vektoren folgende Werte gespeichert:
{\displaystyle {\begin{matrix}val&=&\left({\underset {({\color {Blue}0},{\color {Green}0})}{10}}\right.&{\underset {({\color {Blue}0},{\color {Green}3})}{12}}&{\underset {({\color {Blue}1},{\color {Green}2})}{11}}&{\underset {({\color {Blue}1},{\color {Green}4})}{13}}&{\underset {({\color {Blue}2},{\color {Green}1})}{16}}&{\underset {({\color {Blue}3},{\color {Green}2})}{11}}&\left.{\underset {({\color {Blue}3},{\color {Green}4})}{13}}\right)\\colInd&=&\left({\underset {({\color {Blue}0}\,}{\color {Green}0}}\right.&{\underset {\ \,)}{\color {Green}3}}&{\underset {({\color {Blue}1}\,}{\color {Green}2}}&{\underset {\ \,)}{\color {Green}4}}&{\underset {({\color {Blue}2})}{\color {Green}1}}&{\underset {({\color {Blue}3}\,}{\color {Green}2}}&\left.{\underset {\ \,)}{\color {Green}4}}\,\right)\\rowPtr&=&\left({\underset {({\color {Blue}0})}{0}}\right.&{\underset {({\color {Blue}1})}{2}}&{\underset {({\color {Blue}2})}{4}}&{\underset {({\color {Blue}3})}{5}}&\left.{\underset {({\color {Blue}4})}{7}}\right)&&\end{matrix}}}
Sowohl {\displaystyle val} als auch {\displaystyle colInd} enthalten 7 Elemente, dies entspricht immer der Anzahl der Nichtnullelemente in {\displaystyle A}. {\displaystyle rowPtr} hat 5 Elemente; die Anzahl der Elemente ist immer um 1 größer als die Anzahl der Zeilen von {\displaystyle A}. Das Element 0 hat den Wert 0, das letzte Element gibt die Größe von {\displaystyle colInd} an, in diesem Fall 7.
Die Rekonstruktion der Zeile 1 der Matrix aus der komprimierten Speicherform geschieht folgendermaßen: Die Elemente 1 und 2 des Vektors {\displaystyle rowPtr} zeigen an, dass an der Stelle 2 der Vektoren {\displaystyle val} und {\displaystyle colInd} die Zeile 1 und an der Stelle 4 die folgende Zeile beginnt. Die Zeile 1 hat also zwei von 0 verschiedene Elemente. Ihre Spaltenindizes stehen an den Stellen 2 und 3 von {\displaystyle colInd}, ihre Werte an den entsprechenden Stellen in {\displaystyle val}: 11 in der Spalte 2 und 13 in der Spalte 4.